# Walerija Wladimirowna Barsowa

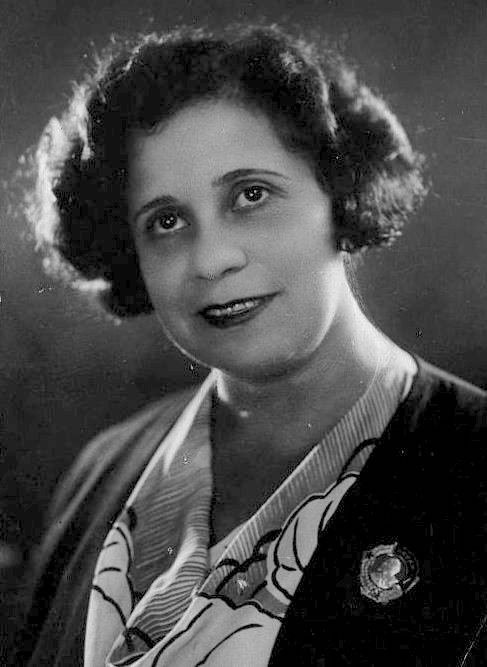
Walerija Wladimirowna Barsowa (1938)

Walerija Wladimirowna Barsowa, geborene Kalerija Wladimirowna Wladimirowa, (russisch Валерия Владимировна Барсова, урожд. Калерия Владимировна Владимирова; * 1. Junijul. / 13. Juni 1892greg. in Astrachan; † 13. Dezember 1967 in Sotschi) war eine russische bzw. sowjetische Sopranistin, Opernsängerin und Hochschullehrerin.

## Leben
Barsowa, Tochter eines Druckerei-Angestellten, lernte das Singen bei ihrer älteren Schwester Marija Wladimirowna Wladimirowa (1879–1965), Sopranistin, die Solistin des Mariinski-Theaters wurde und ab 1925 am Moskauer Konservatorium lehrte. Barsowa besuchte das Astrachaner Privatgymnasium mit Abschluss als Hauslehrerin und absolvierte die Astrachaner Musikschule, bekam Gesang-Unterricht in Kaluga von Irina Konschina und studierte am Moskauer Konservatorium in der Klavier-Klasse bei Adolf Jaroschewski und dann bei Anna Pawlowna Ostrowskaja und in der Sologesang-Klasse bei Umberto Masetti mit Abschluss 1919. Während des Studiums gab sie Privatstunden und unterrichtete in einer Grundschule.
Ab 1915 trat  Barsowa in einem Moskauer Kammertheater auf. Ihr erster Opernauftritt war 1917 im Simin-Operntheater. Ab 1919 gehörte sie zum Moskauer Theater des Kunst- und Aufklärungsverbands der Arbeiterorganisationen. Mit Fjodor Schaljapin sang sie 1917 in Gioachino Rossinis Il barbiere di Siviglia im Eremitage-Theater des Moskauer Eremitage-Gartens.
Von 1920 bis 1947 war Barsowa Solistin des Moskauer Bolschoi-Theaters, wo sie in Il barbiere di Siviglia debütierte. Auch sang sie 1920–1924 in dem von Konstantin Stanislawski geleiteten Opernstudio des Bolschoi-Theaters und in dem von Wladimir Nemirowitsch-Dantschenko geleiteten Musikstudio des Moskauer Kunst-Theaters (heute Stanislawski- und Nemirowitsch-Dantschenko-Musiktheater). Sie spielte die Clairette Angot in Charles Lecocqs Operette La Fille de Madame Angot.
Mit ihrer schönen beweglichen Stimme zeichnete Barsowa sich durch ihre filigrane Gesangstechnik aus. Ihr Repertoire als Kammersängerin umfasste menr als 600 Werke von Komponisten verschiedener europäischer Epochen und Länder und auch Volkslieder verschiedener Länder. Ab 1929 unternahm sie Auslandstourneen (Deutschland, Großbritannien, Türkei, Polen, Jugoslawien, Bulgarien).
Abgeordnete im Obersten Sowjet der RSFSR war Barsowa 1938–1946 und darauf Abgeordnete im Moskauer Mossowjet. Mitglied der KPdSU war sie 1940 geworden.
Nach Beginn des Deutschen Angriffskriegs spendete Barsowa Geld und persönlichen Schmuck für den Verteidigungsfonds.
Nach dem Bühnenabschied baute Barsowa 1947 in Sotschi sich eine Datsche und eröffnete ein Opern- und Gesangsstudio (seit 1988 Museum). Sie wurde Mitglied des Kunstrats der Philharmonie Sotschi.
Von 1950 bis 1953 lehrte Barsowa am Moskauer Konservatorium mit Ernennung zur Professorin 1952. Sie war Präsidiumsmitglied der Allunionsgesellschaft für kulturelle Verbindung mit dem Ausland.
Barsowa war mit dem Mikrobiologen Konstantin Konstantinowitsch Barsow (1889–1938) verheiratet gewesen, der während des Großen Terrors wegen Zugehörigkeit zu einer fiktiven konterrevolutionären Mikrobiologen-Organisation im Januar 1938 verhaftet und am 27. September 1938 in Kommunarka erschossen wurde (rehabilitiert 1956). Barsow war ein Verwandter der Musikwissenschaftlerin Inna Barsowa (* 1927).
Barsowa starb am 13. Dezember 1967 in Sotschi und wurde auf dem dortigen Uspenskoje-Zentralfriedhof begraben.
Nach Barsowa wurde der Venuskrater Barsova benannt. In Astrachan findet das Internationale Barsowa-Maksikowa-Musikfestival statt.

## Ehrungen, Preise
- Leninorden (1937)
- Volkskünstlerin der UdSSR (1937)[1]
- Stalinpreis I. Klasse (1941)[1]
- Medaille „Für heldenmütige Arbeit im Großen Vaterländischen Krieg 1941–1945“
- Orden des Roten Banners der Arbeit (1951)